# Jepat Kidul
Jepat Kidul is een bestuurslaag in het regentschap Pati van de provincie Midden-Java, Indonesië. Jepat Kidul telt 1331 inwoners (volkstelling 2010).